# 刘捍东
刘捍东（1959年8月—），男，汉族，安徽舒城人，中华人民共和国政治人物。中共十七大、十八大、十九大代表。1984年12月加入中国共产党，1977年10月参加工作。早年在江浦县通用机械厂做钳工，1979年考入南京师范学院南京师资专科班物理专业，毕业后在江浦县第二中学任教，后担任江浦县委办公室调研科秘书，江浦县城东乡乡长助理、副乡长，珠江镇党委副书记、镇长，镇党委书记，江浦县委常委，县委副书记、代县长、县长，南京市委常委、政法委书记，浦口区委书记，南京高新技术产业开发区党工委书记，江宁区委书记，镇江市委副书记、代市长、市长，江苏省财政厅厅长、党组书记兼省地方税务局党组书记。2018年1月，当选为江苏省人民代表大会常务委员会副主任、党组成员，2023年1月卸任。
2023年4月16日，因涉嫌严重违纪违法，接受中央纪委国家监委纪律审查和监察调查。翌年2月，中共中央纪委将其开除党籍。8月，刘捍东涉嫌受贿、滥用职权、非法倒卖土地使用权案，由国家监察委员会调查、江苏省扬州市公安局侦查终结，经最高人民检察院指定，由湖北省襄阳市人民检察院向襄阳市中级人民法院提起公诉。起诉书显示，刘捍东的贪腐行为始于江浦县委书记、县长任上，时间跨度达24年。他是中共十八大后首个涉嫌土地相关犯罪的落马高官，也是少有的由公安机关参与案件调查的贪腐官员。
经审理查明：1999年至2023年，刘捍东利用担任江苏省江浦县委书记、县长，江苏省南京市委常委、南京市浦口区委书记，江苏省财政厅党组书记、厅长兼省地方税务局党组书记，江苏省人大常委会党组成员、副主任等职务上的便利，为有关单位和个人在土地出让、企业经营、职务调整等事项上提供帮助，直接或通过他人非法收受上述单位和个人给予的财物，共计折合人民币2.45亿余元。2001年至2017年，刘捍东在担任江苏省江浦县委书记、县长，江苏省南京市委常委、南京市浦口区委书记，江苏省财政厅党组书记、厅长兼省地方税务局党组书记等职务期间，在土地使用权出让、有偿收回、免征土地增值税等过程中滥用职权，致使公共财产、国家和人民利益遭受重大损失，情节特别严重。2003年，刘捍东伙同他人以牟利为目的，违反土地管理法规，非法倒卖土地使用权，使他人非法获利5415.9万元。
2025年2月17日，襄阳市中级人民法院一审公开宣判江苏省人大常委会原党组成员、副主任刘捍东受贿、滥用职权、非法倒卖土地使用权一案，对被告人刘捍东以受贿罪判处死刑，缓期二年执行，剥夺政治权利终身，并处没收个人全部财产，以滥用职权罪判处有期徒刑五年，以非法倒卖土地使用权罪判处有期徒刑四年，并处罚金人民币六百万元，决定执行死刑，缓期二年执行，剥夺政治权利终身，并处没收个人全部财产；对刘捍东犯罪所得财物及孳息依法予以追缴，上缴国库。